# Teratognatha modesta
Teratognatha modesta är en biart som beskrevs av Dmitriy Alekseevich Ogloblin 1956. Teratognatha modesta ingår i släktet Teratognatha och familjen långtungebin. Inga underarter finns listade i Catalogue of Life.